# 벨기에계 미국인
벨기에계 미국인(영어: Belgian Americans, 네덜란드어: Belgische Amerikanen, 프랑스어: Belges américains, 독일어: Belgische Amerikaner)은 미국으로 이민 온 벨기에 출신으로 조상을 추적할 수 있는 미국인이다. 당시 남부 네덜란드의 최초 토착인은 17세기에 미국에 도착했지만 대부분의 벨기에 이민자는 19세기와 20세기에 도착했다.
2019년 미국 인구조사국에 따르면, 자신을 벨기에 혈통의 일부 또는 전부라고 밝힌 미국인은 339,512명이다.

## 역사
17세기 동안 남네덜란드 (현재 벨기에) 출신의 식민지 주민들은 북아메리카의 13개 식민지 중 여러 곳에 거주했다. 뉴욕주의 월어바웃 (브루클린), 롱아일랜드와 스태튼아일랜드, 뉴저지주 (호보컨, 저지시티, 파보니아, 코뮌피포, 월킬)에도 이미 정착촌이 존재했다. 이후 다른 정착민들도 중부 대서양 주로 이주했다. 많은 이름은 그곳에 정착한 왈롱 개혁 이민자들과 지역을 설명하는 데 사용된 네덜란드어 버전의 왈롱어에서 유래했다. 코네티컷주, 델라웨어주, 펜실베니아주에도 주로 왈롱인에 의해 설립된 남네덜란드 식민지가 있었는데, 이들 중 상당수는 플레밍인 윌렘 우셀링크스가 설립한 네덜란드 서인도 회사와 함께 도착했다.